# Ciklobendazol
A ciklobendazol (INN: ciclobendazole) színtelen szilárd anyag. Féregűző szer Ascaris- és horogféreg-fertőzés ellen.
A mikrotubulus-szintézis gátlásával hat.